# Panachaïkī Petosfairisī 2013
Il Panachaïkī Petosfairisī 2013 è una società di pallavolo maschile greca, con sede ad Patrasso: milita nel massimo campionato greco di Volley League.

## Storia
Il Panachaïkī Gymnastikī Enōsis 1891 nasce nel 1928 all'interno dell'omonima società polisportiva, partecipando fin da subito a tornei locali della città di Patrasso. Solo nel 1938 partecipa per la prima volta a una competizione nazionale, prendendo parte alla Panellīnio Prōtathlīga, allora massima divisione del campionato greco, ripetendosi nel 1962. 
Nel 2013, dopo la promozione in Volley League e sotto la gestione della famiglia Roumeliōtī, la sezione di pallavolo maschile del club si distacca dalla polisportiva, cambiando nome in Panachaïkī Petosfairisī 2013: partecipa quindi alla Volley League 2013-14, retrocedendo come undicesima classificata. La militanza in serie cadetta dura solo un'annata, così nella stagione 2015-16 è nuovamente in massima serie, dove rimane fino al termine del campionato 2017-18, quando retrocede in seguito al dodicesimo e ultimo posto.

## Rosa 2017-2018
| N° | Nome                   | Ruolo | Data di nascita   | Nazionalità sportiva |
| -- | ---------------------- | ----- | ----------------- | -------------------- |
| 1  | Panagiōtīs Christias   | P     | 26 luglio 1976    | Grecia               |
| 2  | Nikos Ntontīs          | S     | 16 settembre 1993 | Grecia               |
| 3  | Panagiōtīs Salavasidīs | S     | 8 luglio 1983     | Grecia               |
| 4  | Dīmītrīs Papadopoulos  | C     | 7 novembre 1993   | Grecia               |
| 7  | Giōrgos Kotsilianos    | S     | 13 dicembre 1982  | Grecia               |
| 8  | José Polchlopek        | P     | 18 agosto 1995    | Colombia             |
| 10 | Pedro Nieves           | C     | 29 giugno 1993    | Porto Rico           |
| 11 | Nikos Roumeliōtīs      | S/O   | 12 ottobre 1978   | Grecia               |
| 13 | Kleomenīs Roumeliōtīs  | L     | 4 agosto 1977     | Grecia               |
| 17 | Vasilīs Kōstopoulos    | S     | 16 febbraio 1995  | Grecia               |
| 18 | Robert Omaris          | C     | 9 giugno 1984     | Venezuela            |

## Denominazioni precedenti
- 1928-2013: Panachaïkī Gymnastikī Enōsis 1891